# Gabriele Kühn
Gabriele Kühn z domu Lohs (ur. 11 marca 1957 w Dreźnie) – niemiecka wioślarka reprezentująca NRD, dwukrotna medalistka igrzysk olimpijskich i mistrzostw świata.

## Kariera
Wystąpiła na igrzyskach olimpijskich w Montrealu w 1976, gdzie osada NRD w składzie: Karin Metze, Bianka Schwede, Gabriele Kühn, Andrea Kurth i Sabine Heß (sternik) zdobyła złoty medal w czwórkach ze sternikiem. W finale wyprzedziły Bułgarki o 3,16 sekundy i osadę ZSRR o 4,30 sekundy. Był to debiut tej konkurencji w programie olimpijskim, tym samym reprezentantki NRD zostały pierwszymi w historii mistrzyniami olimpijskimi w czwórkach ze sternikiem kobiet. Na rozgrywanych cztery lata później igrzyskach olimpijskich w Moskwie startowała w ósemkach. Wspólnie z Martiną Boesler, Kersten Neisser, Christiane Köpke, Birgit Schütz, Karin Metze, Iloną Richter, Maritą Sandig i Mariną Wilke (sternik) wywalczyła złoty medal, wyprzedzając o 0,97 sekundy osadę ZSRR i o 2,31 sekundy osadę Rumunii.
W ósemkach zdobyła następnie złoto na mistrzostwach świata w Amsterdamie (1977) i srebro na mistrzostwach świata w Cambridge (1978).
W 1976 odznaczona Orderem Zasługi dla Ojczyzny. 
Dwukrotnie zdobywała mistrzostwo kraju: w ósemkach w 1974 i czwórkach ze sternikiem w 1975
Jest macochą amerykańskiego wioślarza, Petera Cipollone.